# (3643) Tienchanglin
(3643) Tienchanglin est un astéroïde de la ceinture principale.

## Description
(3643) Tienchanglin est un astéroïde de la ceinture principale. Il fut découvert le 29 octobre 1978 à Nanking par l'observatoire de la Montagne Pourpre. Il présente une orbite caractérisée par un demi-grand axe de 2,40 UA, une excentricité de 0,15 et une inclinaison de 13,9° par rapport à l'écliptique.

## Rotation
Sa période de rotation est de 2,867 28 ± 0,000 05 heures.

## Satellite
Des observations photométriques effectuées entre le 
17 décembre 2023 et le 27 janvier 2024 ont permis de découvrir un satellite. Sa période orbitale est de 28,34 ± 0,02 heures.

## Compléments